# ضريح الشاه قاسم أنوار
ضريح الشاه قاسم أنوار (بالفارسية: آرامگاه شاه قاسم انوار) هو ضريح تاريخي يعود إلى القاجاريون، ويقع في مقاطعة تربت جام.